# Neuses am Brand
Neuses am Brand (amtlich: „Neuses a.Brand“) ist ein Gemeindeteil der oberfränkischen Gemeinde Sonnefeld im Landkreis Coburg.

## Lage
Neuses am Brand liegt 16 Kilometer südöstlich von Coburg. Der Ort ist durch Gemeindeverbindungsstraßen mit Weischau, Mödlitz und Gestungshausen verbunden.

## Geschichte
Neuses am Brand wurde in der ersten Hälfte des 11. Jahrhunderts als „Nusazi“ erwähnt. 1329 hatte die Siedlung den Namen „Nevsez“.
1353 kam Neuses mit dem Coburger Land im Erbgang zu den Wettinern und war somit ab 1485 Teil des Kurfürstentums Sachsen, aus dem später das Herzogtum Sachsen-Coburg hervorging. Im Erbbuch des Klosters Sonnefeld von 1514 war der ganze Ort als Eigentum des Klosters aufgeführt.
Nach dem Tod von Herzog Albrecht im Jahr 1699 gehörte Neuses als Teil des Amtes Sonnefeld im Jahr 1705 zu Sachsen-Hildburghausen. 1826 gelangte das Amt Sonnefeld gemäß dem Teilungsvertrag zu Hildburghausen wieder zu Sachsen-Coburg. Neuses gehört seit Jahrhunderten zum evangelisch-lutherischen Kirchspiel Gestungshausen.
1837 zählte das Dorf 110 Einwohner, 1871 waren es 132.
1879 erfolgte in Neuses die Errichtung einer gemeinsamen Schule mit Mödlitz. In der zweiten Hälfte des 20. Jahrhunderts besuchten die Schüler die Schule in Weidhausen.
In einer Volksbefragung am 30. November 1919 stimmten 3 Neuseser Bürger für den Beitritt des Freistaates Coburg zum thüringischen Staat und 72 dagegen. Somit gehörte ab dem 1. Juli 1920 Neuses zum Freistaat Bayern. 1925 umfasste die Siedlung 162,61 Hektar Fläche, 178 Einwohner und 35 Wohngebäude.
Am 2. Mai 1971 entschied sich in einer Volksbefragung die Mehrheit von 78 Stimmberechtigte des Ortes für einen Verbleib von Neuses im Landkreis Coburg und gegen eine Ausgliederung nach Mitwitz in dem benachbarten Landkreis Kronach. Am 1. Juli 1971 folgte der Anschluss an Sonnefeld. 1987 umfasste das Dorf 153 Personen, 39 Wohngebäude und 54 Wohnungen.
Eine Dorferneuerung erfolgte 2007.

## Einwohnerentwicklung
| Jahr | Einwohnerzahl |
| ---- | ------------- |
| 1910 | 187           |
| 1933 | 160           |
| 1939 | 164           |
| 1970 | 168           |
| 1987 | 153           |
| 2016 | 153           |